# Supercopa da França de 2014
A Supercopa da França de 2014 ou Trophée des Champions 2014 foi a 19ª edição do torneio, disputada em partida única entre o campeão da Ligue 1 de 2013–14 (Paris Saint-Germain) e o campeão da Copa da França de 2013–14 (Guingamp). O jogo foi disputado no Estádio dos Trabalhadores em Pequim.
O Paris Saint-Germain venceu o jogo por 2–0 e conquistou o título.

## Participantes
| Equipe              | Classificação                        |
| ------------------- | ------------------------------------ |
| Paris Saint-Germain | Campeão da Ligue 1 de 2013–14        |
| Guingamp            | Campeão da Copa da França de 2013–14 |

## Partida
| 2 de agosto de 2014 | Paris Saint-Germain       | 2 – 0     | Guingamp | Estádio dos Trabalhadores, Pequim           |
| 20:00 (UTC+8)       | Ibrahimović 8', 20' (pen) | Relatório |          | Público: 39 752 Árbitro: FRA Clément Turpin |

| PSG | Guingamp |

| PARIS SAINT-GERMAIN: |    |                          |  |     |
|                      |    |                          |  |     |
| G                    | 30 | Salvatore Sirigu         |  |     |
| LD                   | 23 | Gregory van der Wiel     |  |     |
| Z                    | 6  | Camara                   |  |     |
| Z                    | 5  | Marquinhos               |  |     |
| LE                   | 21 | Lucas Digne              |  |     |
| V                    | 8  | Thiago Motta             |  |     |
| M                    | 24 | Marco Verratti           |  |     |
| M                    | 27 | Javier Pastore           |  | 86' |
| A                    | 35 | Hervin Ongenda           |  | 61' |
| A                    | 10 | Zlatan Ibrahimović       |  |     |
| A                    | 28 | Jean-Christophe Bahebeck |  | 71' |
| Substituições:       |    |                          |  |     |
| A                    | 9  | Edinson Cavani           |  | 61' |
| V                    | 20 | Clément Chantôme         |  | 71' |
| M                    | 7  | Lucas                    |  | 86' |
| Treinador:           |    |                          |  |     |
| Laurent Blanc        |    |                          |  |     |

| GUINGAMP:          |    |                    |     |         |
|                    |    |                    |     |         |
| G                  | 30 | Mamadou Samassa    |     |         |
| LD                 | 2  | Lars Jacobsen      |     |         |
| Z                  | 29 | Christophe Kerbrat | 46' |         |
| Z                  | 15 | Jérémy Sorbon      |     |         |
| LE                 | 6  | Maxime Baca        |     |         |
| V                  | 18 | Lionel Mathis      |     |         |
| M                  | 26 | Thibault Giresse   |     |         |
| M                  | 22 | Julien Cardy       |     | 13'     |
| A                  | 12 | Claudio Beauvue    |     |         |
| A                  | 9  | Mustapha Yatabaré  |     |         |
| A                  | 8  | Ronnie Schwartz    |     | 69'     |
| Substituições:     |    |                    |     |         |
| A                  | 17 | Rachid Alioui      |     | 13' 69' |
| M                  | 21 | Marveaux           |     | 69'     |
| A                  | 12 | Mandanne           |     | 69'     |
| Treinador:         |    |                    |     |         |
| Jocelyn Gourvennec |    |                    |     |         |

## Campeão
| Supercopa da França de 2014   |
| ----------------------------- |
| PARIS SAINT-GERMAIN 4° titulo |